# Three Rivers (Michigan)
Three Rivers est une ville du comté de Saint-Joseph, dans l'État du Michigan, aux États-Unis. En 2020, sa population était de 7 973 habitants.